# Rigodium toxarion
Rigodium toxarion là một loài rêu trong họ Rigodiaceae. Loài này được (Schwägr.) A. Jaeger mô tả khoa học đầu tiên năm 1878.